# دائرة زلفانة
دائرة زلفانة دائرة من دوائر ولاية غرداية وعاصمتها زلفانة. وتضم بلدية زلفانة.